# Astragalus fabaceus
Astragalus fabaceus es una especie de planta del género Astragalus, de la familia de las leguminosas, orden Fabales.

## Distribución
Astragalus fabaceus se distribuye por Cáucaso (Daguestán), Georgia (Cáucaso), Armenia, Azerbaiyán, Irán y Turquía.

## Taxonomía
Fue descrita científicamente por Bieb. Fue publicado en Flora Taurico-Caucasica 3: 496 (1819).
Sinonimia
- Astragalus fabacea (M. Bieb.) Kuntze
Astragalus fabacea (M. Bieb.) Stev.
Astragalus tumidus Bieb.
Astragalus torrentum rotundifollus Grossh.